# ノガン科
ノガン科（ノガンか、Otididae）は、鳥類の1科である。ノガン目唯一の科だが、以前はツル目に分類されていた。模式属はノガン属。

## 分布
アフリカ大陸、ユーラシア大陸、オーストラリア、パプアニューギニア

## 特徴

### 形態
体形は頑丈で、頸部は長い。
嘴は短い。後肢は長く、第1趾がない。そ嚢はないが、筋胃は頑丈で盲腸が長い。また砂を大量に摂取し、消化に役立てている。尾脂腺がない。

### 生態
草原やサバンナ、ステップ、半砂漠地帯に生息する。
食性は雑食で、昆虫、両生類、小型爬虫類、鳥類の卵、小型哺乳類、植物の芽、果実、種子などを食べる。主に地表を徘徊し採食する。
メスのみが抱卵と育雛を行う。

## 分類

### 属と科
11属27種が属す。※をつけた属はショウノガン属に含める説もある。
オオノガン、チュウノガン、ショウノガンの呼称は、体の大きさを表すだけのもので分類的に整理されていないとして、全ての和名から「オオ」「チュウ」「ショウ」を除いている書籍もある。
- Otis ノガン属
  - Otis tarda ノガン Great Bustard
- Ardeotis オオノガン属
  - Ardeotis arabs セアカアフリカオオノガン（サハラノガン） Arabian Bustard
  - Ardeotis australis オーストラリアオオノガン（オーストラリアノガン） Australian Bustard
  - Ardeotis kori アフリカオオノガン（オオノガン） Kori Bustard
  - Ardeotis nigriceps インドオオノガン（インドノガン） Great Indian Bustard
- Chlamydotis フサエリショウノガン属
  - Chlamydotis macqueenii サバクフサエリショウノガン Macqueen’s Bustard
  - Chlamydotis undulata フサエリショウノガン（フサエリノガン） Houbara
- Neotis アフリカチュウノガン属
  - Neotis denhami アフリカチュウノガン（アカエリノガン） Denham’s Bustard
  - Neotis heuglinii チュウノガン  （ホオグロノガン） Heuglin’s Bustard
  - Neotis ludwigii ナンアチュウノガン  （ケープノガン） Ludwig’s Bustard
  - Neotis nuba ヌビアチュウノガン（ヌビアノガン） Nubian Bustard
- Eupodotis ショウノガン属
  - Eupodotis Barrowii Barrow’s Korhaan
  - Eupodotis caerulescens アオショウノガン（アオノガン） Blue Bustard
  - Eupodotis humilis カッショクショウノガン（ソマリアノガン） Littel Brown Bustard
  - Eupodotis rueppellii ナミブノガン
  - Eupodotis senegalensis セネガルショウノガン（シロハラノガン） White‐bellied Bustard
  - Eupodotis vigorsii ノドグロショウノガン（ノドグロノガン）  Vigors’ Bustard
- Lophotis ※
  - Lophotis gindiana キタカンムリショウノガン Buff‐crested Bustard Bustard
  - Lophotis ruficrista カンムリショウノガン（アカブサノガン） Red‐crested Bustard
  - Lophotis savilei ニシカンムリショウノガン Savile’s Bustard
- Afrotis ※
  - Afrotis afra クロエリショウノガン（クロエリノガン） Southers Black korhaan
  - Afrotis afraoides ハジロクロエリショウノガン Northern Black Korhaan
- Lissotis ※
  - Lissotis hartlaubii クロビタイチュウノガン（コシグロノガン） Hartlaub’s Bustard
  - Lissotis melanogaster クロハラチュウノガン（クロハラノガン） Black‐bellied Bustard
- Houbaropsis ※
  - Houbaropsis bengalensis ベンガルショウノガン（ベンガルノガン） Bengal florican
- Sypheotides インドショウノガン属
  - Sypheotides indicus インドショウノガン（カンザシノガン） Lesser florican
- Tetrax ヒメノガン属
  - Tetrax tetrax ヒメノガン Little Bustard

### 分類史
従来の多くの分類でツル目に含められてきた。伝統分類ではノガン亜目 Otides の唯一の科とされていた。Sibleyらは、ツル亜目ノガン下目 Otidides の唯一の科とした。

### 系統
ノガン目+ツル目+カッコウ目が単系統をなす可能性が高い。つまり、分離元のツル目とはやや近縁である。

## 人間との関係
生息地では食用とされることもある。
開発や放牧による生息地の破壊、乱獲などにより生息数が減少している種もいる。また警戒心が強く人間や家畜が近づくと巣を捨てることもあり、繁殖の妨害による生息数の減少も懸念されている。